# Meksički drogeraški rat
Meksički predsjednik Felipe Calderon pokrenuo je 2006. vojnu kampanju protiv narko kartela, trgovine drogom i takve vrste organiziranog kriminala. Razni su sukobi do danas odnijeli blizu 11.000 života. Calderon je na područja nad kojima karteli imaju vlast poslao 45.000 vojnika. Karteli su naoružani jednako ili bolje od meksičke vojske, a zbog raširene korupcije narkokartelima su dostupne mnoge informacije unutar struktura vlasti. Nasilje nije okončano te je došlo do eskalacije, a vlada je u rat protiv trgovaca drogom poslala još veći broj vojnika.

## Trgovina drogom u Meksiku
Meksički dužnosnici procijenuju da godišnji prihodi od trgovine drogom iznose između 13 i 48 milijardi dolara. Državni proračun za snage reda osim vojske iznosi 1,2 milijarde dolara, a plaće policajaca samo 450 dolara što pogoduje korupciji. Zato veliki karteli imaju prave privatne vojske s 10.000 pripadnika uključujući i bivše vojne specijalce. Najveći meksički narkokarteli su Sinaloa, Golfo, Tijuana, Juárez, La Familia, Los Zetas, Los Negros, Beltrán-Leyva itd.
Meksički narkokarteli preuzeli su krijumčarenje droge na putu prema profitabilnom američkom tržištu kada su krajem 20. stoljeća akcijom vlasti oslabljeni kolumbijski karteli Cali i Medellin. Kokain, marihuana i metamfetamin dolaze iz Južne Amerike, uglavnom iz Kolumbije. U zadnjih petnaestak godina meksički su drogeraški karteli gotovo potpuno preuzeli kontrolu nad prijevozom kokaina u SAD.
Meksički predsjednik Felipe Calderon najavio je 2006. rat kriminalu i meksičkim narkokartelima koji su nastojali atentatima ili potkupljivanjem osvojiti lokalne vlasti te je poslao vojsku i saveznu policiju u borbu protiv organiziranog kriminala prvog dana kada je u prosincu 2006. došao na vlast. Takva strategija do sada nije bila uspješna, a karteli su u mnogim saveznim državama Meksika oružjem i novcem preuzeli vlast. Karteli su specijalizirani za ucjene, otmice i odmazde, policija je vrlo korumpirana, a meksička vojska posljedično bespomoćna koja se često kreće samo u grupama i isključivo s maskama na licu.

## Nasilje u Meksiku

### Početak borbi u Meksiku
Borbe između kartela su počele neposredno nakon što je 1989. uhićen Miguel Ángel Félix Gallardo
koji se bavio trgovinom kokaina u Meksiku. Krajem 90.-tih borbe su utihnule, ali se stanje pogoršalo nakon 2000. kad je bivši predsjednik Vicente Fox poslao manji broj trupa u Nuevo Laredo u državi Tamaulipas koje su se na američko-meksičkoj granici borile s narkokartelima s malo uspjeha. Oko 110 ljudi je umrlo u gradu Nuevo Laredo tijekom borbi od siječnja do kolovoza 2005. u borbama s kartelima Golfo i Sinaloa. Veliki val nasilja je nastao 2005. u državi Michoacan u borbama između kartela koje su se već dugo vremena odvijale. To se promijenilo 11. prosinca 2006. kada je na predsjedničkim izborima pobijedio Felipe Calderón koji je nakon toga poslao 6.500 saveznih trupa u državu Michoacán da stanu na kraj nasilju. To je bila prva akcija protiv kartela i smatra se kao početak rata između vlade i drogeraških kartela. S vremenom je Calderón je povećao svoju antidrogerašku kampanju koja trenutačno uključuje 45.000 vojnika.

### Tijuana
26. travnja 2008. se dogodila glavna borba između kartela Tijuana i Sinaloa u gradu Tijuana u državi Baja California u kojoj je umrlo 17 ljudi. Nakon te borbe SAD su postale prilično zabrinute da se nasilje ne bi proširilo izvan granica Meksika. Borbe su se proširile duž cijele granice. Tijuana je i poprište bitke kartela Tijuana i Teodora Garcije Simentala koji se u travnju 2008. odvojio od samog kartela i pokušava uspostaviti dominaciju nad Tijuanom. 

### Juarez
Grad Juarez u državi Chihuahua na granici s SAD-om, nasuprot teksaškom El Pasu, jedan je od najžešćih poprišta meksičkog narkomanskog rata. Dva velika meksička narkokartela, lokalni Juarez i pacifički Sinaloa,  u njemu ratuju za monopol. Sinaloa se s pacifičke obale koji želi proširiti posao na taj put za šverc droge u SAD. Kartel Juarez vodi brat pokojnog Vicente Carillo, a kartelom Sinaloa vlada najtraženiji meksički bjegunac i neslužbeni kralj narkomafije - Joaquin Guzman zvan Kratki. U 2009. meksičke vlasti najavljuju poslati još 5000 vojnika.
U državi Chihuahua, koja graniči s SAD-om, je do polovine 2009. godine bilo 1200 ubojstava, 40 posto od ukupnog broja u Meksiku.

### Država Michoacan
U rujanskom grantnom napadu 2008. u gradu Morelia, članovi kartela su ubili 8 civila i ozlijedili više od 100 ljudi. U saveznoj državi Michoacan se za prevlast bore dva kartela, La Familia i Zetas. Riječ je i o preuzimanju monopola nad internim tržištima droge, te o kontroli tranzitnih ruta kojima se kokain iz Južne Amerike prebacuje u Sjedinjene Države.  
Nakon što je policija 2009. privela jednog od vođa La Familie, dva dana kasnije kao čin osvete pokraj jedne autoceste su pronađeni leševi 12 golih, nagomilanih ljudi jedan preko drugog s vidljivim tragovima mučenja. 
Nakon niza napada u ukupno 10 gradova u državi Michoacan, meksičke vlasti stišću obruč oko zloglasne industrije droge. Ona je u saveznu državu Michocan, gdje se već nalazi oko 40.000 vojnika, dodatno poslala njih 5.500.

## Posljedice drogeraškog rata
Gdine 2007. umrlo je oko 3000 ljudi, a 2008. u meksičkim borbama protiv narkokartela poginulo je 6290 ljudi što je dvostruko više nego 2007. Više od 3000 ljudi ubijeno je do polovice 2009. godine u ratu meksičkih narkokartela, što je 76,5 % više nego u istom razdoblju 2008. godine, a do kraja godine broj bi se mogao popeti i na 9.000. Država Chihuahua vodi po broju ubojstava, a slijede ju države Durango, Sinaloa, Guerrero, Baja California i Michoacan. Nasilje je nastavljeno i većinom u pograničnim gradovima Ciudad Juarezu i Tijuani.
Meksički vrhovni tužitelj Eduardo Medina Mora procjenjuje da je 90 % svih stradalih od početka vladinih akcija do sada bilo umiješano u trgovinu drogom, 4 % bile su slučajne žrtve, a 800 žrtava bili su policajci i vojnici. Meksička vlada je od 2006. godine uhitila čak 573 dužnosnika zbog povezanosti s organiziranim kriminalom.